# Relações timúridas com a Europa

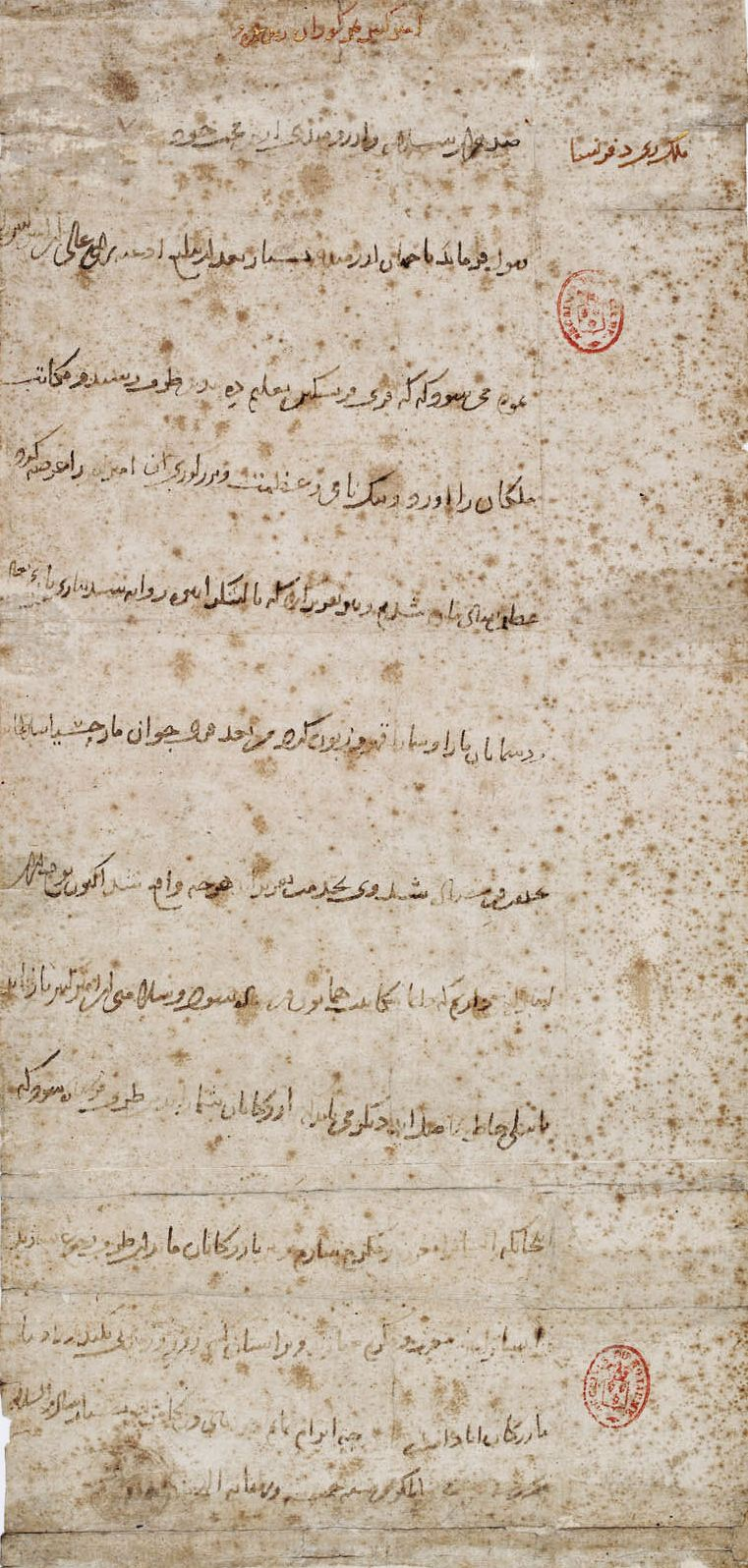
Carta persa de Timur a Carlos VI da França, 1402

As relações timúridas com a Europa desenvolveram-se no início do século XV, quando o governante turco-mongol Timur (Tamerlão) e os monarcas europeus tentaram operar uma reaproximação contra o expansionista Império Otomano. Embora os mongóis timúridas fossem muçulmanos desde o início do século XIV, uma forte hostilidade permaneceu entre eles e os turcos otomanos, bem como os mamelucos egípcios.
Embora seu título autoproclamado fosse ghazi (ou "conquistador"), Timur manteve relações relativamente amigáveis com a Europa. A Europa na época estava ameaçada pelos exércitos invasores dos turcos otomanos e estava desesperada por aliados. Da mesma forma, Timur viu os estados europeus como aliados para ajudá-lo a destruir seus inimigos otomanos. Após suas campanhas na Índia em 1399, Timur conquistou Aleppo e Damasco em 1400. Ele lutou e finalmente derrotou o governante otomano Bayazid I na Batalha de Ancara em julho de 1402.

## Relações com os reinos espanhol e francês
Antes da Batalha de Ancara, quando a Guerra dos Cem Anos passava por uma fase tranquila, muitos cavaleiros e soldados europeus buscavam aventura no exterior e alguns deles acabaram servindo nos exércitos de Tamerlão. Há um caso registrado de um escudeiro francês chamado Jacques du Fey que serviu sob Timur, embora as circunstâncias exatas de seu serviço sejam desconhecidas. O que se sabe é que Timur o libertou para que ele pudesse se juntar a seus compatriotas para a cruzada contra os otomanos, que terminou em um fracasso desastroso na Batalha de Nicópolis. Após a batalha, o sultão otomano ordenou que muitos prisioneiros fossem executados, mas os guerreiros tártaros, enviados por Timur para atender ao chamado dos otomanos para a Jihad, reconheceram Jacques du Fey e conseguiram salvá-lo da execução.
Na época da Batalha de Ancara, dois embaixadores espanhóis já estavam com Timur: Pelayo de Sotomayor e Fernando de Palazuelos. Havia a possibilidade de uma aliança entre Timur e os estados europeus contra os turcos otomanos que atacavam a Europa. Havia um motivo claro para Timur, que queria cercar seus inimigos otomanos e mamelucos em uma aliança ofensiva.
Essas tentativas espelhadas de uma aliança franco-mongol um século antes.
 

Timur enviou um embaixador à corte de Carlos VI, na pessoa do frade dominicano Jean, arcebispo de Sultānīya. Jean chegou a Paris em 15 de junho de 1403. A carta de Timur foi entregue a Carlos VI, descrevendo-o como:
"O Rei e Sultão mais sereno e vitorioso, o rei dos franceses e de muitas outras nações, o amigo do Altíssimo, o monarca muito benéfico do mundo, que emergiu triunfante de muitas grandes guerras."

— Letter from Timur to Charles VI
Timur ofereceu uma aliança ofensiva e defensiva a Carlos VI, bem como o desenvolvimento de relações comerciais. Carlos VI só conseguiu enviar uma resposta e um enviado pouco antes da morte de Timur (1405).
As relações com a Espanha também foram desenvolvidas. Na visão do historiador espanhol Miguel Ángel Ochoa Brun, as relações entre as cortes de Henrique III de Castela e a de Timur foram o episódio mais importante da diplomacia castelhana medieval. Timur enviou à corte de Castela um embaixador de Chagatay chamado Hajji Muhammad al-Qazi com cartas e presentes.
Em dezembro de 1402, Timur entrou em conflito direto com um pequeno posto avançado europeu na costa da Anatólia. A fortaleza e o porto da cidade de Esmirna foram mantidos pelos Cavaleiros Hospitalários. Timur sitiou Esmirna por quinze dias e a capturou. Esta ação causou alguma consternação em Aragão e Castela.

## Embaixada de Ruy González de Clavijo
Em troca, o rei Henrique III de Castela enviou uma embaixada à corte de Timur em Samarcanda em 21 de maio de 1403, liderada por Ruy González de Clavijo, com outros dois embaixadores, Alfonso Paez e Gomez de Salazar. Em seu retorno em 1406, Timur disse que considerava o rei da Espanha "como seu próprio filho".
De acordo com Clavijo, o bom tratamento de Timur à delegação espanhola contrastava com o desdém mostrado por seu anfitrião para com os enviados do "senhor do Catai" (isto é, o imperador Yongle da dinastia Ming). O governante chinês, cujo título era "senhor dos reinos da face da terra", foi chamado por Timur (na cara de Clavijo) de "ladrão e homem mau", e seus embaixadores estavam sentados abaixo dos espanhóis.
A visita de Clavijo a Samarcanda permitiu-lhe relatar ao público europeu as novidades do Catai (China), que poucos europeus puderam visitar diretamente no século que se passou desde as viagens de Marco Polo. O relato de Clavijo relatou, mesmo que de forma distorcida, sobre a recente guerra civil entre os descendentes do imperador Hongwu. Os espanhóis puderam conversar com alguns dos visitantes chineses e aprenderam sobre as rotas das caravanas entre Samarcanda e Cambalu (Pequim). Além de contar aos leitores europeus sobre a capital cataia, Cambalu, que lhe disseram ser "a maior cidade do mundo", e os poderosos exércitos daquele país, Clavijo também - erroneamente - relatou que o novo imperador do Catai havia se convertido ao catolicismo. Assim, o seu relatório serviu como um dos factores de apoio à crença europeia na presença generalizada do cristianismo no Catai, que iria persistir até ao início do século XVII e seria uma das razões para o envio da famosa expedição de Bento de Góis em 1603.

## Relações depois de Timur
Timur morreu em 1405, e seu filho Shah Rukh continuou a campanha contra os otomanos, criando esperança no Ocidente cristão de que o invasor Império Otomano pudesse ser desviado da Europa.
Um aventureiro bávaro, Johann Schiltberger, é conhecido por ter permanecido a serviço de Timur de 1402 a 1405. Além disso, numerosos comerciantes venezianos e genoveses estavam ativos em Sultaniya naquela época, desde a época de seu estabelecimento em Sultaniya sob o Il-Khanids.
Os próximos contatos entre a Europa e a Pérsia seriam os do viajante veneziano Nicolau da Conti de 1420 a 1425. Os contatos não se desenvolveram muito mais depois disso, embora o desejo da Espanha de reaproximação com os mongóis tenha permanecido até a época de Cristóvão Colombo em 1492, cujo objetivo era atingir o Grande Khan na China.
A história de Tamerlão tem um longo legado associado ao orientalismo na Europa, com publicações como Tamburlaine the Great de Christopher Marlowe em 1590 e a ópera Tamerlano de Handel em 1724.